# Geiselberg
Geiselberg ist eine Ortsgemeinde im Landkreis Südwestpfalz in Rheinland-Pfalz. Sie gehört der Verbandsgemeinde Waldfischbach-Burgalben an.

## Geographie

### Lage
Geiselberg liegt im Pfälzischen Holzland, im Westen des Pfälzerwaldes. Zu Geiselberg gehören auch die Wohnplätze Neuhof und Tiefenthalerhof. Nachbargemeinden sind Schmalenberg, Heltersberg, Waldfischbach-Burgalben, Steinalben, Horbach, und Schopp.

### Gewässer
Die Hirschalbe bildet im Norden die Gemarkungsgrenze zu Schopp und Schmalenberg, die Moosalbe diejenige im Westen zu Horbach. Deren Nebenfluss Seetalbach bildet die solche zu Heltersberg, ebenso der Haselbach kurz vor seiner Mündung in die Hirschalbe.

## Geschichte
Der Ort unterstand dem Kloster Hornbach. Mit der Säkularisation des Klosters kam Geiselberg an das Kurfürstentum Pfalz, deren weiteres Schicksal es teilte. Bei Geiselberg lag das Dorf Tiefenthal, welches den Herren von Flersheim auf der nahen Burg Wilenstein zinsbar war und im 17. Jahrhundert unterging.
Von 1798 bis 1814, als die Pfalz Teil der Französischen Republik (bis 1804) und anschließend Teil des Napoleonischen Kaiserreichs war, war Geiselberg in den Kanton Waldfischbach im Departement Donnersberg eingegliedert und unterstand der Mairie Waldfischbach. 1815 wurde der Ort zunächst Österreich zugeschlagen. Ein Jahr später wechselte die Gemeinde in das Königreich Bayern und war dort Teil des Rheinkreis. Von 1818 bis 1862 war der Ort Bestandteil des Landkommissariats Pirmasens, das anschließend in ein Bezirksamt umgewandelt wurde. 1828 hatte das Dorf mit der Hirschalber Mühle 352 protestantische und 72 katholische Einwohner. Nach dem Zweiten Weltkrieg kam der Ort zum damals neu gebildeten Land Rheinland-Pfalz.
1939 wurde Geiselberg in den Landkreis Pirmasens (ab 1997 Landkreis Südwestpfalz) eingegliedert. Nach dem Zweiten Weltkrieg wurde die Gemeinde innerhalb der französischen Besatzungszone Teil des damals neu gebildeten Landes Rheinland-Pfalz und des Regierungsbezirks Pfalz. Im Zuge der ersten rheinland-pfälzischen Verwaltungsreform wurde die Gemeinde 1972 der neugeschaffenen Verbandsgemeinde Waldfischbach-Burgalben zugeordnet.

## Einwohnerentwicklung
Die Entwicklung der Einwohnerzahl von Geiselberg, die Werte von 1871 bis 1987 beruhen auf Volkszählungen:
| Jahr | Einwohner |
| ---- | --------- |
| 1815 | 350       |
| 1835 | 460       |
| 1871 | 503       |
| 1905 | 533       |
| 1939 | 555       |
| 1950 | 597       |
| 1961 | 627       |

| Jahr | Einwohner |
| ---- | --------- |
| 1970 | 713       |
| 1987 | 712       |
| 1997 | 840       |
| 2005 | 907       |
| 2011 | 856       |
| 2017 | 790       |
| 2023 | 793       |

## Politik

### Gemeinderat
Der Gemeinderat in Geiselberg besteht aus zwölf Ratsmitgliedern, die bei der Kommunalwahl am 9. Juni 2024 in einer personalisierten Verhältniswahl gewählt wurden, und der ehrenamtlichen Ortsbürgermeisterin als Vorsitzender.
Die Sitzverteilung im Gemeinderat:
| Wahl | SPD               | FWG *             | WGO **            | Gesamt   |
| ---- | ----------------- | ----------------- | ----------------- | -------- |
| 2024 | –                 | 7                 | 5                 | 12 Sitze |
| 2019 | per Mehrheitswahl | per Mehrheitswahl | per Mehrheitswahl | 12 Sitze |
| 2014 | 4                 | 8                 | –                 | 12 Sitze |
| 2009 | 4                 | 8                 | –                 | 12 Sitze |
| 2004 | 4                 | 8                 | –                 | 12 Sitze |

### Bürgermeister von Geiselberg
- 1890–1900: Peter Schaaf II.
- 1900–1904: Johann Rutz
- 1904–1920: Daniel Hauck
- 1920–1921: Gustav Jochum
- 1921–1924: Jakob Rutz
- 1925–1945: Wilhelm Stichler
- 1945: Edmund Utzinger
- 1946–1948: August Weißmann
- 1949–1974: Kurt Utzinger
- 1974–1989: Heinz Hauck
- 1989–2019: Georg Spieß
- seit 2019: Marika Vatter

Marika Vatter (FWG) wurde bei der Direktwahl am 26. Mai 2019 mit einem Stimmenanteil von 84,17 % zur ersten Ortsbürgermeisterin von Geiselberg gewählt und trat ihr Amt am 5. August 2019 an. Bei der Direktwahl am 9. Juni 2024 setzte sie sich mit 52,4 % gegen einen Mitbewerber durch.

### Wappen
| Wappen von Geiselberg |
| Wappenbegründung: Die Farben Gold und Schwarz verweisen auf die Kurpfalz, der Geiselberg früher angehörte. Buche und Ähren symbolisieren die früher landwirtschaftlich geprägte Struktur, der Grünberg die Höhenlage des Ortes. Der Buchstabe „T“ steht für Tiefenthal, einer nahegelegenen Wüstung. Es wird vermutet, dass sich aus ihr Geiselberg entwickelt hat. Das Wappen wurde 1982 von der Bezirksregierung Rheinhessen–Pfalz verliehen. |

Die Flagge ist Grün-Gelb.

## Kultur

### Kulturdenkmäler
Vor Ort befinden sich insgesamt fünf Objekte, die unter Denkmalschutz stehen.

### Natur
Geiselberg liegt im Naturpark Pfälzerwald, der wiederum Bestandteil des Biosphärenreservats Pfälzerwald-Vosges du Nord ist. Im Gemeindegebiet existieren außerdem drei Naturdenkmale.

## Wirtschaft und Infrastruktur

### Wirtschaft
Die in Ludwigswinkel ansässige Daniel-Theysohn-Stiftung unterstützt in Geiselberg Jugendliche bei ihrer Ausbildung.

### Verkehr
Durch den Ort führt die Kreisstraße 31, die eine Verbindung nach Heltersberg herstellt. Am westlichen Rande des Gemeindegebietes verläuft die Bundesstraße 270. Über die nahegelegene Auffahrt Weselberg der A 62 besteht Anschluss an den Fernverkehr.
Geiselberg liegt im Gebiet des Verkehrsverbundes Rhein-Neckar. Der nächste Bahnhof ist Steinalben an der als Regionalbahnlinie 64 verzeichneten Biebermühlbahn, alternativ Moosalbbahn genannt, welche Pirmasens und Kaiserslautern miteinander verbindet, befindet sich etwa vier Kilometer westlich von Geiselberg. Mit den Buslinien 246/170 und der Ruftaxilinie 2581 (Mo–Fr Omnibusverkehr, Wochenende/Feiertags Ruftaxiverkehr) besteht außerdem eine Verbindung zum Bahnhof Waldfischbach an besagte Strecke. Die Linie 170 fährt ebenfalls von Geiselberg aus einige Fahrten nach Trippstadt/Schmalenberg, Waldfischbach und Kaiserslautern sowie einzelne Fahrten nach Horbach, Linden (Pfalz) und Schopp.
Der nächstgelegene Passagierflughafen ist seit der Herabstufung des Flughafens Zweibrücken der Flughafen Saarbrücken in einer Entfernung von etwa 60 Kilometern. Der nächstgelegene Militärflugplatz, der ausschließlich dem Militär und Angehörige der Air Base Ramstein vorbehalten ist, ist der Flugplatz Ramstein.

### Tourismus
Durch den Süden der Gemarkung verlaufen der Radweg Südwestpfalz-Tour und ein Wanderweg, der mit einem blauen Punkt gekennzeichnet ist und eine Verbindung mit Hauptstuhl sowie Leimen herstellt.